# Мехмед Емін-Паша

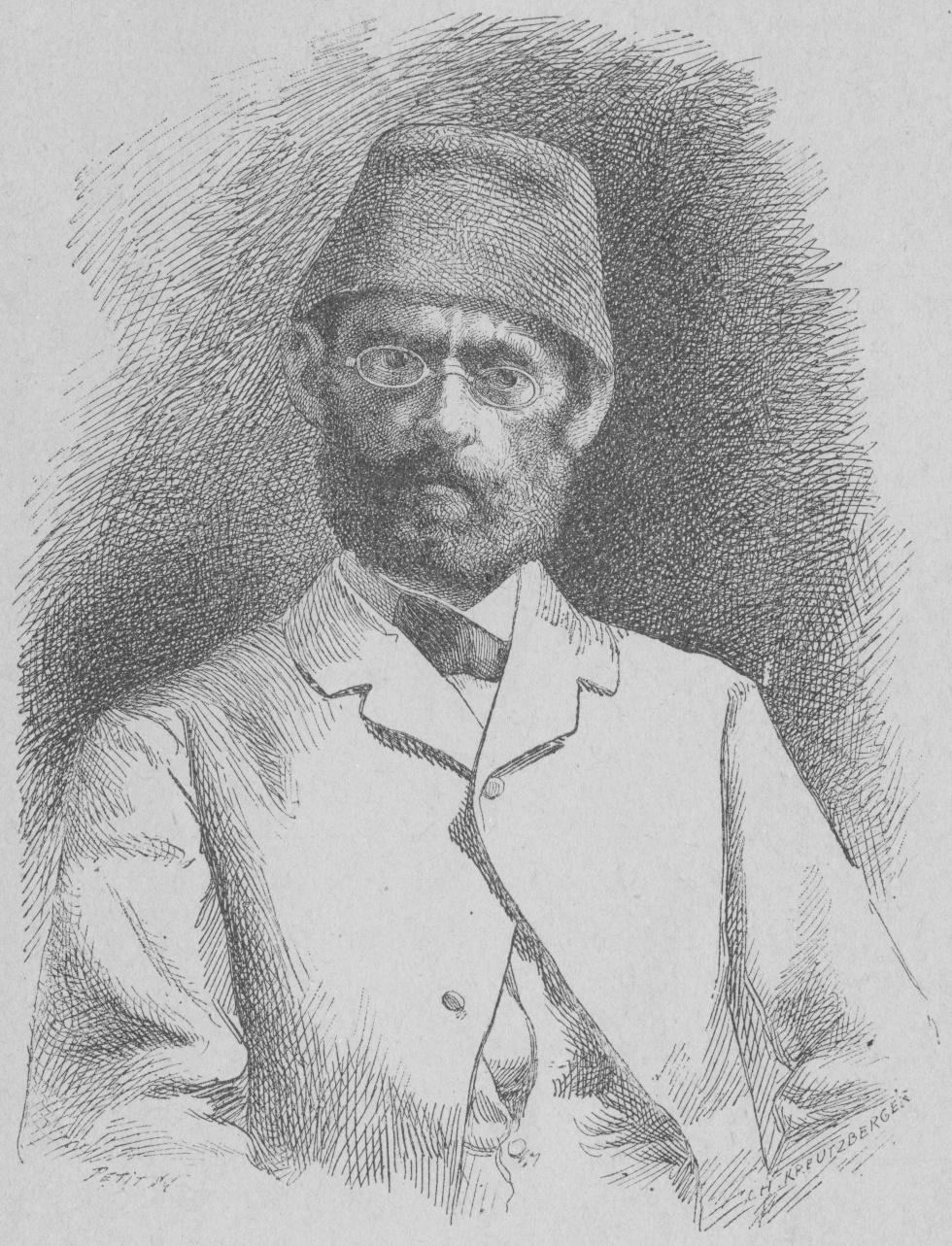
Мехмед Емін-Паша

Мехмед Емін-Паша (нім. Eduard Schnitzer; *28 березня 1840, Ополе — †23 жовтня 1892) — німецький вчений, лікар, натураліст, мандрівник по Африці. Дослідник Ніла, відкрив річку Семпліки, яка впадає до озера Альберт.

## Молоді роки
Справже ім'я Емін-Паші було Едуард Шнітцер. Він народився в м. Оппельн (Ополе) в єврейській купецькій сім'ї та отримав гарну освіту. Після смерті батька він прийняв християнство, потім закінчив гімназію у м. Ниса. після цього вивчав медицину у Вроцлаві, Берліні, Відні, Кеніґсберзі та Парижі. Едуард був не тільки лікарем, а й натуралістом. Він дуже захоплювався Сходом та Африкою.

## Схід і Африка
У 1865 році Шнітцер переїздить до Македонії, де лікує турків. Потім він мешкає у Трапезунді, Яніні, Стамбулі. Тут він прийняв іслам та стає ефенді. Тепер його звуть Емін-ефенді.
У 1875 році Шнітцер (емін-ефенді) вирушає до Східного Судану, який нещодавно було захоплено Єгиптом, який своєю чергою формально підкорявся Османській імперії. 1876 року у Хартумі Емін-ефенді поступає на єгипетську урядову службу. Спочатку служить головним лікарем в Екваторіальній провінції при губернаторі Гордоні. Той надав йому окрім лікарських ще й таємні доручення. Незабаром Гордон стає губернатором всього Судану. Головою провінції призначають Еміна, який стає пашою.
Правління Емін-паші в Екваторіальній провінції Судану тривало до 1888 року. Тут він проявив себе здібним правителем. Багато чого зробив для розвитку краю. Водночас Емін-паша займався й наукою. Він здійснив багато подорожей для вивчення східного Судану. Здебільшого Емін-паша вивчав озеро Альберта — відкрив річку Семпликі, яка в нього впадає. Його наукові дослідження були добре відомі у Європі.
Але у 1883 році розпочалося повстання Махді. Повстанці розгромили англо-єгипетські війська, зайняли Хартум, відрізавши Екваторіальну провінцію від Єгипту. Емін-паша мав невеличке військо для захисту. В оточенні разом з Емін-пашою опинилися ще два вчених — італієць Казаті та росіянин Юнкер. 1886 року Юнкер зміг добратися до Занзибару. Становище Емін-паші погіршилося, колі на півдні, в Уганді, прийшов до влади король Мтеза, який оголосив війну білим. В цей час у Європі розпочалася кампанія з метою організації експедиції щодо порятунку Еміна-паши. Її очолив Генрі Стенлі. У квітні 1888 року Стенлі пройшовши екваторіальні території дійшов до озера Альберта. Незабаром до нього приєднався й Емін-паша. В цей час махдісти з півночі проникли до Екваторіальної провінції.
10 квітня 1888 року Емін-паша, Генрі Стенлі на чолі каравану з 1500 осіб вийшли у напрямку Занзибару. Через 8 місяців вони досягли міста Багамойо в Танганьїці. Дійшло до міста з усього загону лише 30 відсотків. Але навіть під час походу Емін-паша разом із Стенлі вивчали гірський масив Рувензорі.
Емін-паша залишився в Танганьїці. Тут він зустрівся з комісаром Німецької східноафриканської компанії та поступив на німецьку службу. Незабаром він вирушив до м. Табори й озера Вікторія. Позаду нього йшли німецькі колоніальні війська. Емін-паша зумів із заходу потрапити до Судану, але тут він захворів на віспу й вирішив повертатися. На зворотному шляху його було вбито арабами.